# فرقة فافن غرينادير التاسعة عشر التابعة لقوات الأمن الخاصة (اللاتفية الثانية)
فرقة فافن غرينادير التاسعة عشر التابعة لقوات الأمن الخاصة (اللاتفية الثانية) ((بالألمانية: 19. Waffen-Grenadier-Division der SS (lettische Nr. 2)))‏ Waffen-Grenadier-Division der SS (lettische Nr. 2)) ، (باللاتفية: 19. ieroču SS grenadieru divīzija (latviešu Nr. 2))‏ كان فرقة مشاة تابعة لفافن-إس إس خلال الحرب العالمية الثانية. كان هذا هو القسم الثاني في لاتفيا الذي تم تشكيله في يناير 1944، بعد الوحدة الشقيقة لها، وهي <a href="./فرقة%20فافن%20غرينادير%20الخامسة%20عشر%20التابعة%20لقوات%20الأمن%20الخاصة%20(اللاتفية%20الأولى)" rel="mw:WikiLink">فرقة فافن غرينادير الخامسة عشر التابعة لقوات الأمن الخاصة (اللاتفية الأولى)</a> التي شكلت الفيلق اللاتفي. كانت محاطة في جيب كورلاند في نهاية الحرب حيث استسلمت للجيش الأحمر.
تم تشكيل الفرقة في يناير 1944، من لواء مشاة إس إس 2 مع إضافة فوج ثالث تم إنشاؤه حديثًا، فافن غرينادير الفوج 46 (لاتفيا رقم 6).